# IKEA-Hack

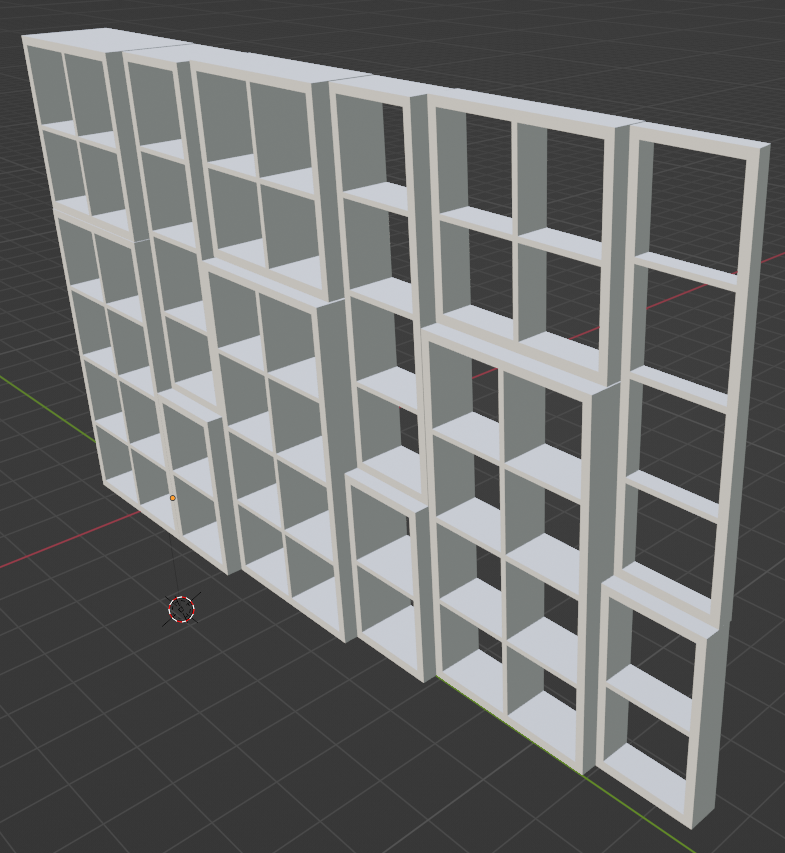
Entwurf für einen Hack des IKEA-Regal-Systems Kallax

Als IKEA-Hack [-hæk] bezeichnet man das individuelle Umgestalten von Bausatzmöbeln, insbesondere der schwedischen Möbelhauskette IKEA.
Ziel hierbei ist es dabei entweder, den massenhaft verkauften Möbeln ein individuelles Design zu verleihen, oder, die Produkte für einen bestimmten Zweck passend zu machen. Dies kann durch verschiedene Maßnahmen erreicht werden. Die Bandbreite reicht von dem einfachen Benutzen von Farben oder Stoffen, bis hin zum nahezu kompletten Neubau der Möbel, indem man die Teile bearbeitet (z. B. durch Sägen), selbst hergestellte Möbelteile anbaut und kombiniert oder die Möbelstücke in unvorhergesehener Weise zusammenbaut oder mit anderen Möbelserien rekombiniert. Besonders verbreitet ist die Praxis bei den IKEA-Küchensystemen (aktuell: Metod).
Die Möbel von IKEA sind für diese Gestaltungsmethode zum Namensgeber geworden, da sie weltweit nahezu identisch verfügbar sind und sich durch wiederholende Maße und Verbindungsarten leicht unterschiedliche Möbelserien miteinander kombinieren lassen. Durch diese Einheitlichkeit ist es für die „IKEA-Hacker“ möglich, Anleitungen zu erstellen, die weltweit mit den entsprechenden Möbelbausätzen nachgebaut werden können.
Der Trend tauchte erstmals im Internet Mitte der 2000er Jahre auf und wurde Anfang der 2010er weltweit populär. Mittlerweile gibt es mehrere Bücher zu dem Thema.
Im Jahr 2014 ging IKEA per Abmahnung gegen die Seite ikeahackers.net vor. Der Möbelkonzern forderte von der Betreiberin, IKEA den Domainnamen zu übergeben oder auf Werbung zu verzichten. Die Betreiberin entschied sich dafür, die Seite werbefrei zu halten.